# 22 juli
22 juli is de 203e dag van het jaar (204e dag in een schrikkeljaar) in de gregoriaanse kalender. Hierna volgen nog 162 dagen tot het einde van het jaar.

## Gebeurtenissen
- Algemeen
  - 2002 - Een aardbeving met de kracht van 4,9 op de schaal van Richter treft de provincie Limburg.
  - 2023 - Op het Griekse eiland Rhodos zijn duizenden inwoners en toeristen geëvacueerd wegens hevige bosbranden.[1]
- Criminaliteit en veiligheid
  - 1934 - Buiten het Biograph Theatre in Chicago wordt Amerikaanse "aartsvijand nummer één", John Dillinger, dodelijk verwond door FBI-agenten.
  - 1946 - 91 personen komen in Jeruzalem om het leven bij de bomaanslag op het Koning Davidhotel.
  - 1991 - Jeffrey Dahmer wordt gearresteerd, nadat er overblijfselen van elf mannen en jongens worden gevonden in en rondom zijn appartement in de staat Milwaukee. Hij werd veroordeeld als seriemoordenaar, tot een levenslange gevangenisstraf maar werd in de gevangenis zelf vermoord door een medegevangene.
  - 1992 - De Colombiaanse drugsbaron Pablo Escobar, leider van het Medellin-drugskartel, ontsnapt uit een speciale gevangenis in Envigado, waar hij in afwachting was van zijn proces.
  - 2011 - In Noorwegen komen 77 mensen, vooral jongeren, om het leven als gevolg van twee aanslagen: een bomaanslag in Oslo en een reeks beschietingen tijdens een jongerenkamp van de Arbeiderspartij op het eiland Utøya.
- Economie
  - 2012 - President Hugo Chávez van Venezuela roept zijn landgenoten op vruchtensap te drinken in plaats van frisdrank, zoals Coca-Cola of Pepsi. Het drinken van druivensap van het merk Uvita, gefabriceerd door het overheidsbedrijf Corpozulia, is volgens Chávez goed voor het landsbelang.
- Muziek
  - 2023 - De Amerikaanse zangeres Taylor Swift noteert met haar album Speak Now (Taylor’s Version), een heropname van het album Speak Now dat in 2010 verscheen, haar 12e nummer 1-positie in de Billboard 200 albumlijst. Zij heeft daarmee de meeste nummer 1-albums van alle vrouwelijke artiesten aller tijden op haar naam staan. Swift neemt dit record over van Barbra Streisand die tot nu toe 11 nummer 1-albums heeft.[2]
- Oorlog
  - 1209 - 20.000 personen worden uitgemoord door kruisvaarders in de strijd tegen de Katharen in Béziers.
  - 1456 - Johannes Hunyadi wint de slag bij Belgrado en stopt hiermee de Ottomaanse opmars in Europa.
  - 1812 - Britse troepen onder leiding van de Hertog van Wellington verslaan de Fransen bij Salamanca in Spanje.
  - 1942 - Tweede Wereldoorlog: de systematische deportatie van joden uit het getto in Warschau begint.
  - 2003 - Koesai en Oedai, de twee zonen van de voormalige Iraakse dictator Saddam Hoessein, komen in een villa in de Noord-Iraakse stad Mosoel om het leven bij een urenlang vuurgevecht met Amerikaanse militairen.
- Politiek
  - 1901 - Servië herstelt de diplomatieke betrekkingen met Montenegro.
  - 1950 - Na lang politiek gekrakeel en een volksraadpleging over zijn houding in de oorlog, betrekt de Belgische koning Leopold III weer zijn paleis in Laken.
  - 1977 - De Chinese leider Deng Xiaoping krijgt opnieuw de macht.
  - 1994 - Luitenant Yahya Jammeh grijpt met een groep jonge officieren de macht in de West-Afrikaanse staat Gambia.
  - 1994 - De regering van Soedan kondigt een staakt-het-vuren af in de strijd tegen het Zuid-Soedanese bevrijdingsleger.
  - 2002 - Installatie van het kabinet-Balkenende I. LPF-staatssecretaris Philomena Bijlhout treedt enkele uren na haar beëdiging af, omdat was gebleken dat ze tijdens de Surinaamse decembermoorden lid was van de Volksmilitie.
- Recreatie
  - 1994 - In Disney's Hollywood Studios wordt de attractie The Twilight Zone Tower of Terror geopend.
- Religie
  - 1967 - Ontslag van de Italiaan Giuseppe Beltrami als nuntius in Nederland en benoeming van zijn landgenoot Angelo Felici tot zijn opvolger.
- Sport
  - 1956 - In de Poolse stad Chorzów wordt het Stadion Śląski officieel in gebruik genomen met de oefeninterland tussen Polen en de DDR (0-2).
  - 1979 - De Franse wielrenner Bernard Hinault wint voor de tweede keer de Ronde van Frankrijk.
  - 1984 - De Franse wielrenner Laurent Fignon wint voor de tweede keer de Ronde van Frankrijk.
  - 1990 - Greg LeMond verdedigt met succes zijn titel in de 77ste editie van de Ronde van Frankrijk. De Amerikaanse wielrenner eindigt vóór Claudio Chiappucci (Italië) en Erik Breukink (Nederland).
  - 2003 - Opening van de Anzji-Arena, een voetbalstadion in de Russische stad Kaspisk dat plaats biedt aan 30.000 toeschouwers.
  - 2006 - Na twintig jaar beëindigt Dennis Bergkamp zijn carrière met een afscheidswedstrijd tussen Arsenal FC en AFC Ajax.
  - 2009 - In Cardiff, Wales wordt het Cardiff City Stadium officieel in gebruik genomen.
- Wetenschap en technologie
  - 1933 - Wiley Post wordt de eerste persoon die alleen om de wereld vliegt. Hij legt een parcours van 24 903 km af in 8 dagen, 15 uur en 51 minuten.
  - 1972 - Landing van de Venera 8 ruimtesonde van de Sovjet-Unie op de planeet Venus. Na ongeveer een uur bezwijkt het apparaat onder de barre omstandigheden, maar dat blijkt voldoende tijd om wetenschappelijke informatie te verzamelen over de atmosfeer van Venus.[3][4]
  - 1982 - De eerste proef met de Amerikaanse Pershing II-raket mislukt.

## Geboren

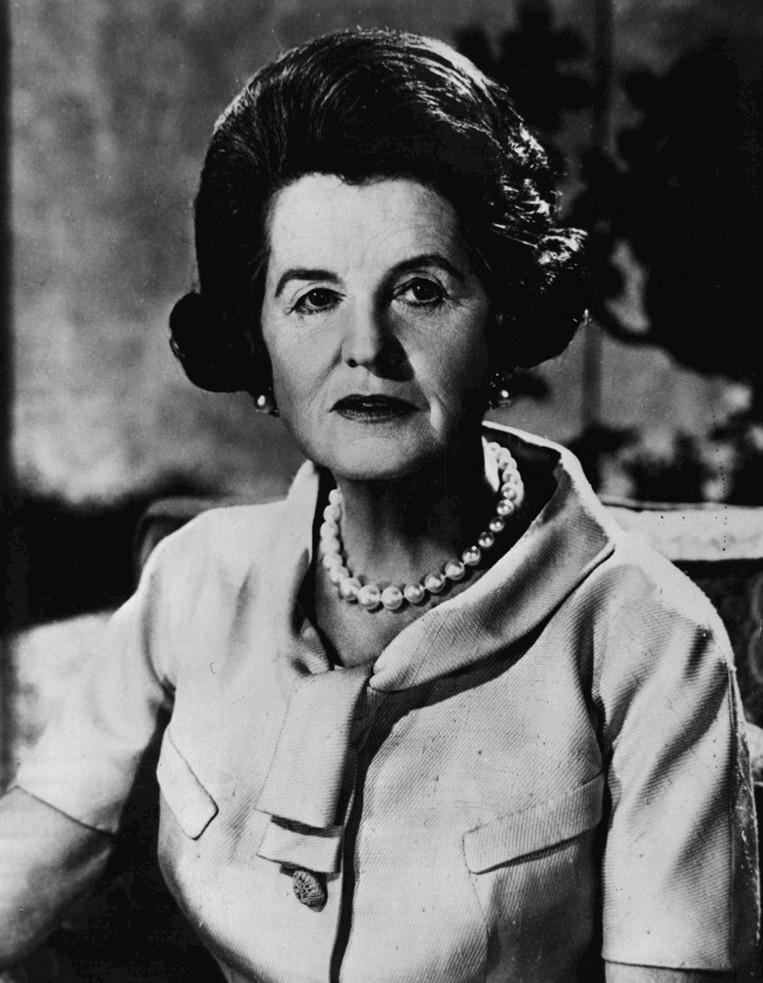
Rose Fitzgerald Kennedy
geboren in 1890

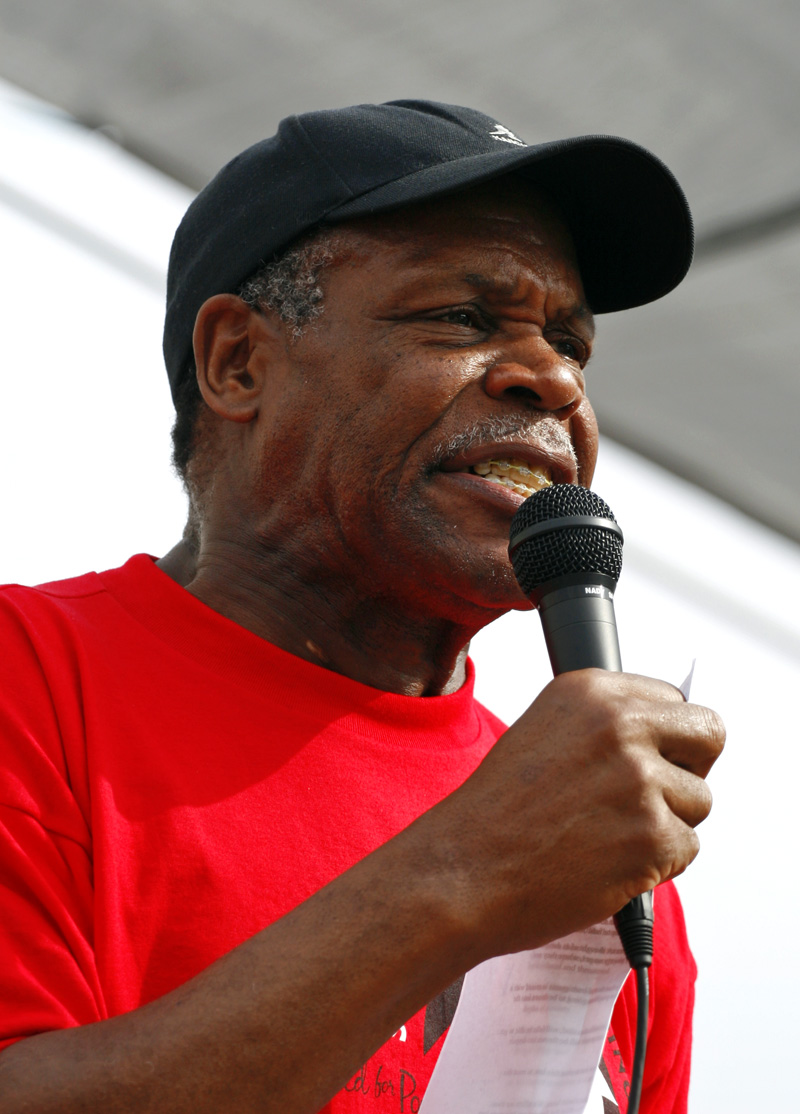
Danny Glover
geboren in 1946

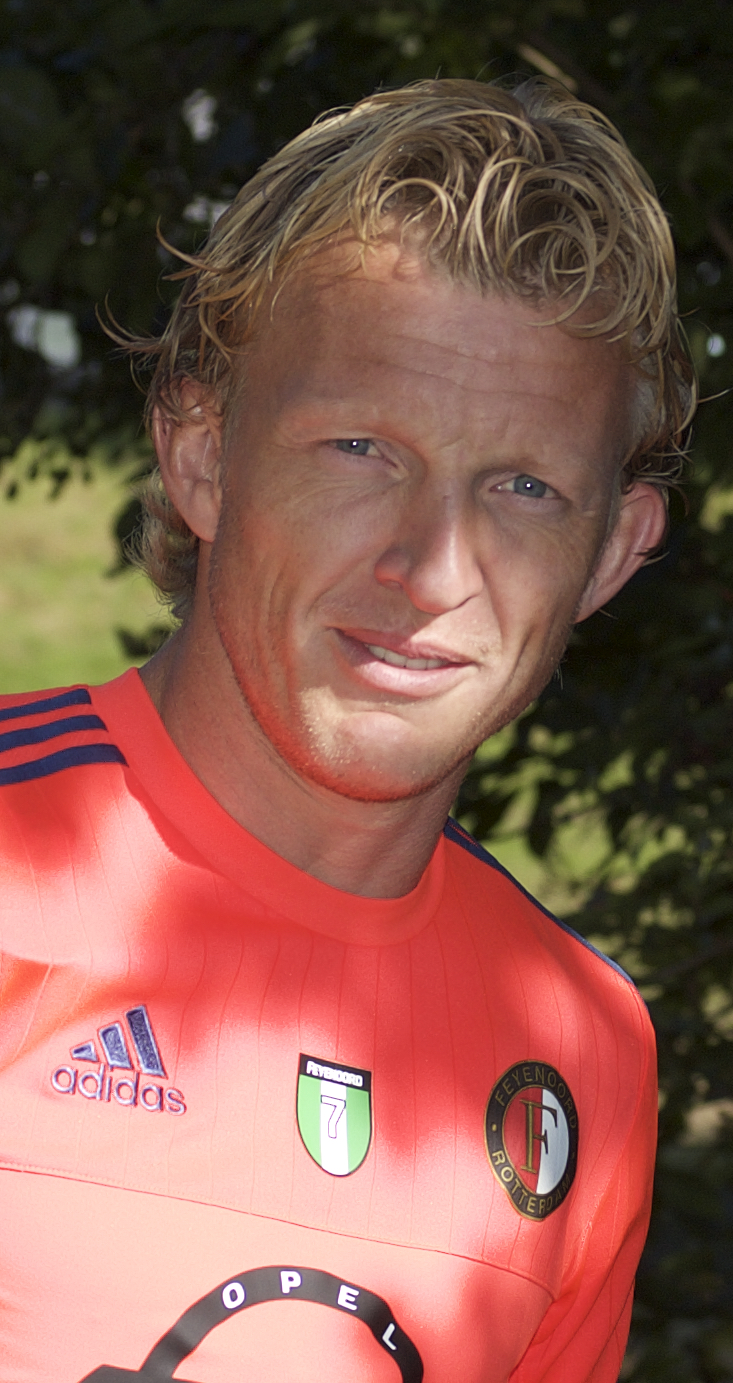
Dirk Kuijt
geboren in 1980

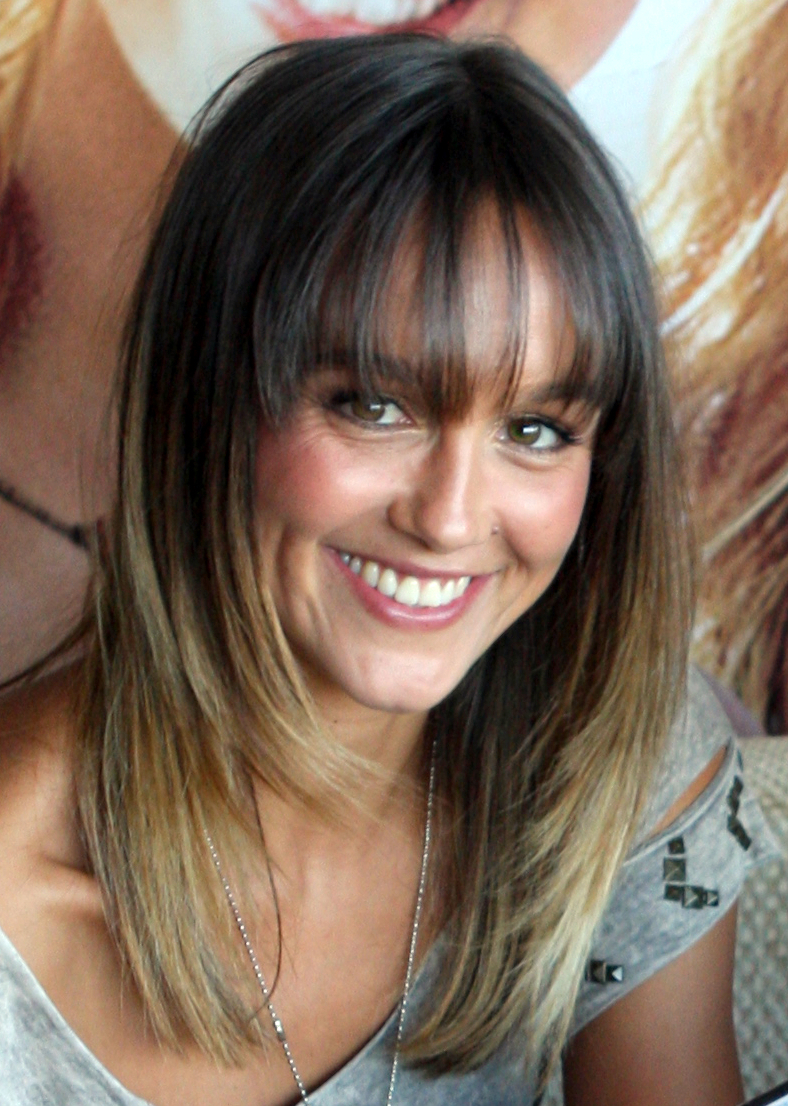
Sharni Vinson
geboren in 1983

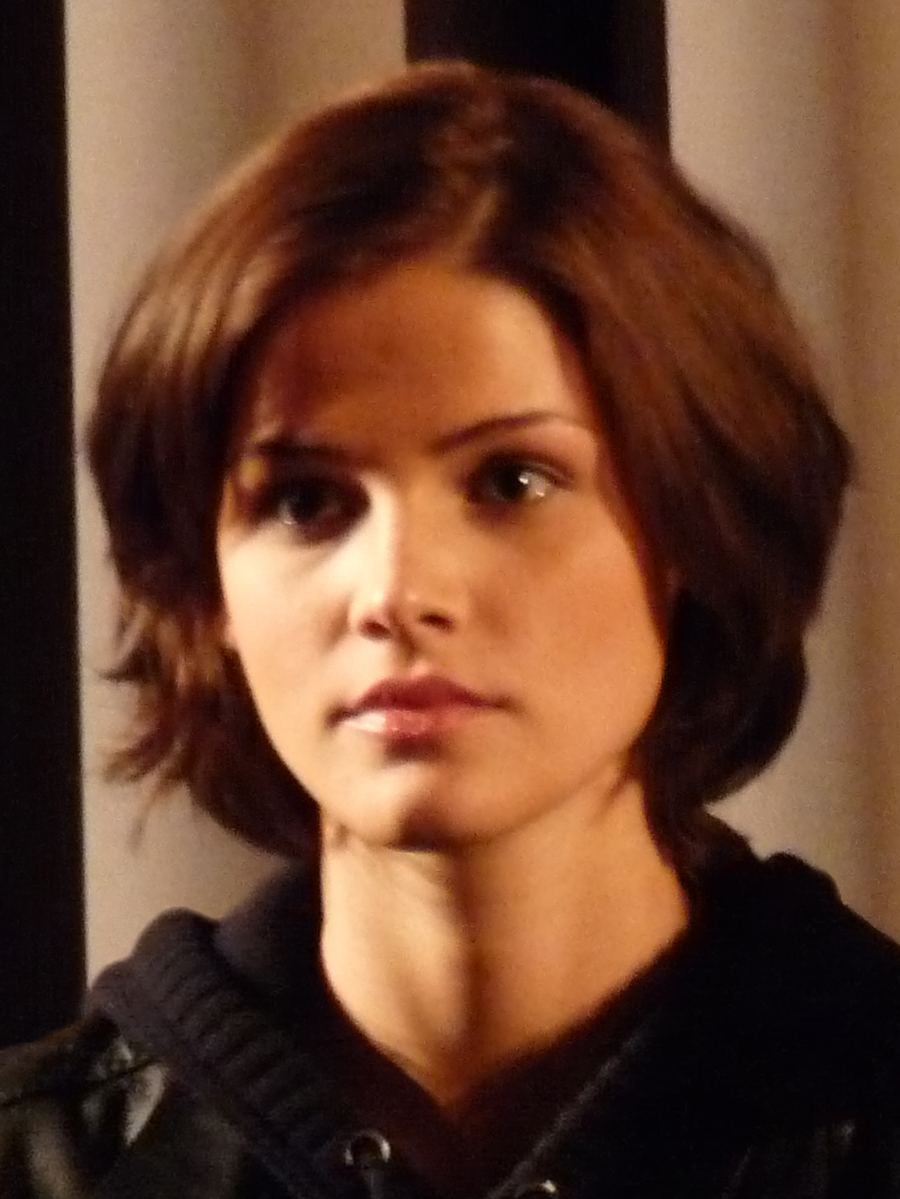
Lisa Tomaschewsky
geboren in 1988

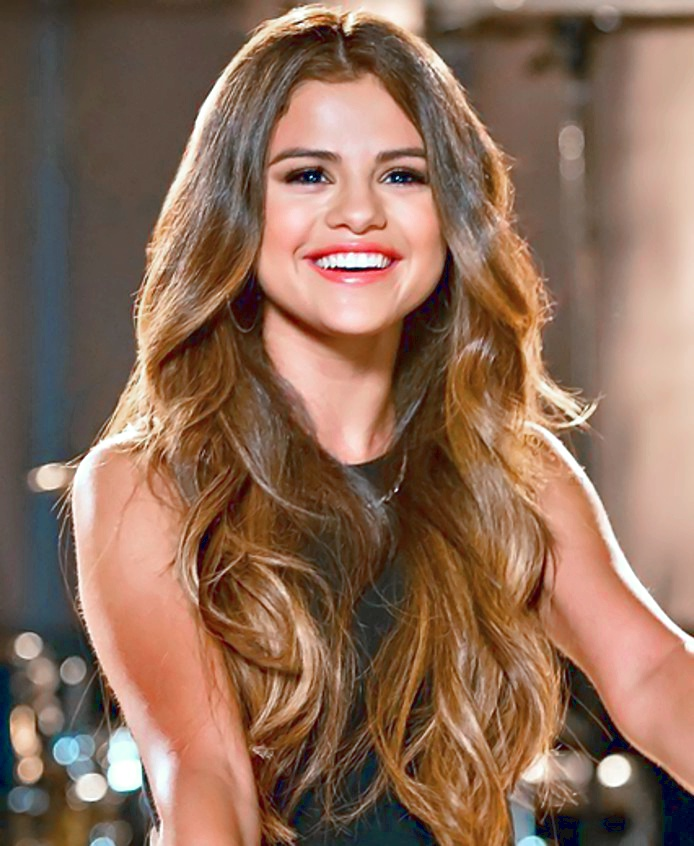
Selena Gomez
geboren in 1992

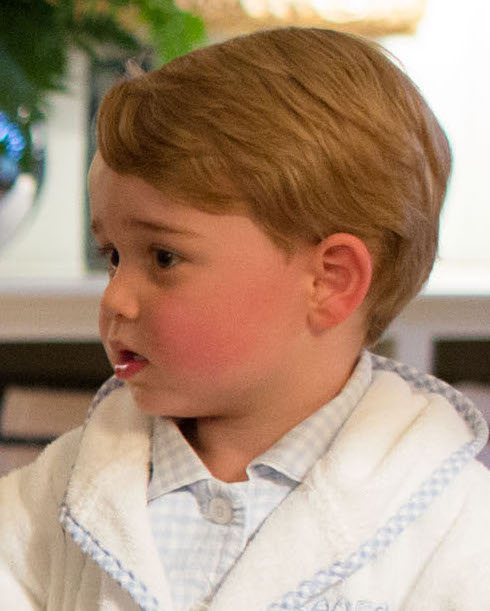
George van Cambridge
geboren in 2013

- 1647 - Margaretha-Maria Alacoque, Frans religieuze, mystica en heilige (overleden 1690)
- 1784 - Friedrich Bessel, Duits astronoom en wiskundige (overleden 1846)
- 1800 - Jakob Lorber, mysticus uit Stiermarken (overleden 1864)
- 1855 - Octave Van Rysselberghe, Vlaams-Belgisch architect (overleden 1929)
- 1862 - Charles A. Zimmermann, Amerikaans componist, dirigent, violist en hoboïst (overleden 1916)
- 1866 - Albéric Ruzette, Belgisch politicus (overleden 1929)
- 1882 - Edward Hopper, Amerikaans kunstschilder (overleden 1967)
- 1887 - Gustav Ludwig Hertz, Duits natuurkundige (overleden 1975)
- 1889 - James Whale, Brits filmregisseur (overleden 1957)
- 1890 - Rose Fitzgerald Kennedy, Amerikaans moeder van John F. Kennedy (overleden 1995)
- 1892 - Arthur Seyss-Inquart, Oostenrijks jurist en nazipoliticus (overleden 1946)
- 1894 - Oskar Maria Graf, Duits schrijver (overleden 1967)
- 1898 - Alexander Calder, Amerikaans beeldhouwer (overleden 1976)
- 1899 - Stephanus Kuijpers, Nederlands bisschop van Paramaribo (overleden 1986)
- 1900 - Edward Dahlberg, Amerikaans novelleschrijver en essayist (overleden 1977)
- 1902 - Andrés Mazali, Uruguayaans voetballer, atleet en basketballer (overleden 1975)
- 1902 - Robert Puttemans, Belgisch architect (overleden 1978)
- 1903 - Johannes de Klerk, Zuid-Afrikaans politicus (overleden 1979)
- 1907 - Robert Baelde, Nederlands jurist en maatschappelijk werker (overleden 1942)
- 1909 - Dorino Serafini, Italiaans autocoureur (overleden 2000)
- 1911 - Emil Andres, Amerikaans autocoureur (overleden 1999)
- 1914 - Peter Kellenbach, Nederlands pianist en componist (overleden 2007)
- 1916 - Gino Bianco, Braziliaans autocoureur (overleden 1984)
- 1918 - Pim Lier, Nederlands politicus (overleden 2015)
- 1920 - Cor Kint, Nederlands zwemster (overleden 2002)
- 1923 - Bob Dole, Amerikaans politicus (overleden 2021)
- 1923 - Mary Lillian Ellison, Amerikaans professioneel worstelaar (overleden 2007)
- 1924 - Omelan Kuschpèta, Nederlands econoom en sovjetoloog van Oekraïense afkomst (overleden 2005)
- 1926 - Wolfgang Iser, Duits anglist en literatuurwetenschapper (overleden 2007)
- 1926 - James Packer, Brits-Canadees theoloog (overleden 2020)
- 1927 - Johan Ferner, Noors zeiler en echtgenoot van prinses Astrid (overleden 2015)
- 1927 - Otto Willem Arnold van Verschuer, Nederlands politicus, lid van de Raad van State, landeigenaar en kamerheer (overleden 2014)
- 1929 - John Barber, Brits autocoureur (overleden 2015)
- 1929 - Jacques Claes, Belgisch hoogleraar (overleden 2022)
- 1931 - Riane Eisler, Amerikaans schrijfster en mensenrechtenactiviste
- 1932 - Coy Koopal, Nederlands voetballer (overleden 2003)
- 1932 - Óscar de la Renta, Dominicaans modeontwerper (overleden 2014)
- 1932 - Tom Robbins, Amerikaans schrijver (overleden 2025)
- 1933 - Ferdinand De Poppe, Belgisch componist en muziekpedagoog
- 1934 - Louise Fletcher, Amerikaans actrice (overleden 2022)
- 1935 - Shireen Strooker, Nederlands actrice (overleden 2018)
- 1937 - Chuck Jackson, Amerikaans soul- en r&b-zanger (overleden 2023)
- 1938 - Terence Stamp, Brits acteur (overleden 2025)
- 1939 - Warda Al-Jazairia, Algerijns zangeres en actrice (overleden 2012)
- 1939 - Monica Van Kerrebroeck, Belgisch religieuze en politica (overleden 2023)
- 1940 - Käty van der Mije, Nederlands schaakster (overleden 2013)
- 1940 - Vera Tschechowa, Duits actrice, regisseur en producer (overleden 2024)
- 1941 - George Clinton, Amerikaans funkmuzikant
- 1942 - Jennifer Bassey, Amerikaans actrice
- 1942 - Jan Kristen, Nederlands politicus (PvdA)
- 1943 - Chas Gerretsen, Nederlands fotograaf
- 1943 - Bobby Sherman, Amerikaans zanger, acteur en songwriter (overleden 2025)
- 1944 - Rick Davies, Brits musicus
- 1944 - Peter Jason, Amerikaans acteur (overleden 2025)
- 1944 - Martin Zijlstra, Nederlands politicus (overleden 2014)
- 1946 - Danny Glover, Amerikaans acteur
- 1946 - Mireille Mathieu, Frans zangeres
- 1946 - Paul Schrader, Amerikaans filmregisseur en scenarist
- 1946 - Paul-Loup Sulitzer, Frans ondernemer en schrijver (overleden 2025)
- 1947 - Albert Brooks, Amerikaans acteur, schrijver, komiek en filmregisseur
- 1947 - Nico de Haan, Nederlands vogelkenner en vogelbeschermer
- 1947 - Don Henley, Amerikaans zanger, drummer en producer
- 1947 - Mihaela Peneș, Roemeens atlete (overleden 2024)
- 1948 - Otto Waalkes, Duits cabaretier en acteur
- 1949 - Alan Menken, Amerikaans componist
- 1949 - Rikkert Van Dijck, Belgisch acteur en regisseur
- 1949 - Lasse Virén, Fins atleet en politicus
- 1950 - Miloslava Rezková, Tsjecho-Slowaaks atlete (overleden 2014)
- 1950 - Martien Brinkman, Nederlands theoloog
- 1951 - Giovanni Battaglin, Italiaans wielrenner
- 1951 - Tisa Farrow, Amerikaans actrice (overleden 2024)
- 1951 - Jan Naezer, Nederlands kunstenaar
- 1953 - René Vandereycken, Belgisch voetballer
- 1954 - Hannes Bauer, Duits trombonist (overleden 2016)
- 1954 - Lonette McKee, Amerikaans singer-songwriter en actrice
- 1954 - Al Di Meola, Amerikaans gitarist
- 1955 - Willem Dafoe, Amerikaans acteur
- 1958 - Christopher Dean, Brits kunstschaatser
- 1958 - Jaime Pacheco, Portugees voetballer en voetbalcoach
- 1958 - David Von Erich, Amerikaans professioneel worstelaar (overleden 1984)
- 1959 - Rudi Kennes, Belgisch syndicalist en politicus
- 1960 - Rianne Donders-de Leest, Nederlands burgemeester
- 1960 - John Leguizamo, Colombiaans-Amerikaans acteur
- 1960 - António Leitão, Portugees atleet (overleden 2012)
- 1960 - Andrzej Pałasz, Pools voetballer
- 1962 - Steve Albini, Amerikaans muzikant en producer (overleden 2024)
- 1962 - Pieter De Crem, Belgisch politicus
- 1962 - Cornald Maas, Nederlands journalist
- 1963 - Emilio Butragueño, Spaans voetballer
- 1963 - Rob Estes, Amerikaans acteur
- 1963 - Joanna Going, Amerikaans actrice
- 1964 - Alain Grootaers, Belgisch journalist
- 1964 - Eugène Heijnen, Nederlands politicus en fiscalist
- 1964 - David Spade, Amerikaans acteur, komiek en producent
- 1965 - Joke de Kruijf, Nederlands (musical)actrice en zangeres
- 1965 - Shawn Michaels, Amerikaans professioneel worstelaar
- 1966 - Annemarie Cox, Nederlands-Australisch kanovaarster
- 1966 - Dirk Ledegen, Belgisch atleet
- 1966 - Gerrit Schellens, Belgisch triatleet
- 1966 - Wayne Wonder, Jamaicaans reggae-, r&b- en dancehall-artiest
- 1967 - Jordy Beernaert, Belgisch atleet
- 1967 - Edward van Cuilenborg, Nederlands sportpresentator
- 1967 - Franky De Buyst, Belgisch wielrenner
- 1967 - Rhys Ifans, Brits (Welsh) acteur
- 1967 - Carl Suneson, Spaans golfer
- 1967 - Mark Vijn, Nederlands theaterproducent
- 1969 - Carolijn Lilipaly, Nederlands televisiepresentatrice
- 1969 - Diana-Maria Riva, Amerikaans actrice
- 1969 - Despina Vandi, Duits-Grieks zangeres
- 1970 - Jason Becker, Amerikaans rockgitarist
- 1970 - Edmée Hiemstra, Nederlands waterpoloster
- 1971 - Cyril Domoraud, Ivoriaans voetballer
- 1971 - Micheil Kavelasjvili, Georgisch voetballer
- 1971 - Kristine Lilly, Amerikaans voetbalster
- 1971 - Friedrich Volkmann, Oostenrijks schaker (overleden 2024)
- 1971 - Wildchild (Roger McKenzie), Brits houseproducer (overleden in 1995)
- 1972 - Franco Battaini, Italiaans motorcoureur
- 1973 - Rufus Wainwright, Amerikaans zanger
- 1974 - Ian James, Brits-Amerikaans autocoureur
- 1974 - Sonija Kwok Sin-Nei, Chinees-Brits actrice
- 1974 - Franka Potente, Duits actrice
- 1975 - Paweł Jaracz, Pools schaker
- 1976 - Janek Tombak, Estisch wielrenner
- 1977 - Gert De Mangeleer, Belgisch kok
- 1977 - Gustavo Nery, Braziliaans voetballer
- 1978 - A.J. Cook, Canadees actrice
- 1978 - Dennis Rommedahl, Deens voetballer
- 1979 - Hayder Palacio, Colombiaans voetballer
- 1980 - Dirk Kuijt, Nederlands voetballer
- 1980 - Kate Ryan, Belgisch zangeres
- 1980 - Folkert van der Wei, Nederlands kaatser
- 1981 - Heidi De Grauwe, Belgisch actrice
- 1982 - Éric Salignon, Frans autocoureur
- 1982 - Anna Tsjitsjerova, Russisch atlete
- 1982 - EliZe, Nederlands zangeres en televisiepresentatrice
- 1983 - Dries Devenyns, Belgisch wielrenner
- 1983 - Juliana Felisberta da Silva, Braziliaans beachvolleyballer
- 1983 - Arsenie Todiraș, Moldavisch zanger
- 1983 - Sharni Vinson, Australisch actrice
- 1984 - Stewart Downing, Engels voetballer
- 1984 - Damien Pasini, Frans autocoureur
- 1985 - Eduardo Gottardi, Portugees-Braziliaans voetballer
- 1985 - Blake Harrison, Brits acteur
- 1985 - Paolo Maria Nocera, Italiaans autocoureur
- 1985 - Emin Nouri, Zweeds voetballer
- 1986 - Iefke van Belkum, Nederlands waterpoloster
- 1987 - Andrej Goloebev, Kazachs tennisser
- 1987 - Dempsey Hendrickx, Belgisch acteur
- 1987 - Charlotte Kalla, Zweeds langlaufster
- 1987 - Tom Wallisch, Amerikaans freestyleskiër
- 1988 - Thomas Kraft, Duits voetbaldoelman
- 1988 - Rasa Leleivytė, Litouws wielrenster
- 1988 - Lisa Tomaschewsky, Duits actrice en model
- 1989 - Keegan Allen, Amerikaans acteur, schrijver, fotograaf en muzikant
- 1989 - Davide Ancelotti, Italiaans voetbaltrainer
- 1989 - Daryl Janmaat, Nederlands voetballer
- 1990 - Jevgenia Kolodko, Russisch atlete
- 1991 - Dirk de Bekker, Nederlands journalist, presentator en regisseur
- 1992 - Selena Gomez, Amerikaans actrice en zangeres
- 1992 - Jannik Schümann, Duits acteur
- 1994 - Isabelle Cornish, Australisch actrice
- 1994 - Jaz Sinclair, Amerikaans actrice
- 1995 - Ashley Cain, Amerikaans kunstschaatsster
- 1996 - Mauricio Baldivieso, Boliviaans voetballer
- 1997 - Kyle Ryde, Brits motorcoureur
- 1998 - Madison Pettis, Amerikaans actrice
- 1998 - Niels Zonneveld, Nederlands darter
- 1998 - Federico Valverde, Uruguyaans voetballer
- 1998 - Marc Cucurella, Spaans voetballer
- 1999 - Jannes Fittje, Duits autocoureur
- 1999 - Tom van de Looi, Nederlands voetballer
- 2002 - Felix van Denemarken, zoon van prins Joachim
- 2002 - Romé Steverink, Nederlands handbalster
- 2004 - Yankuba Minteh, Gambiaans voetballer
- 2005 - Quinty Dupon, Nederlands voetbalster
- 2013 - George van Cornwall en Cambridge, eerste zoon van prins William en Catherine Middleton

## Overleden

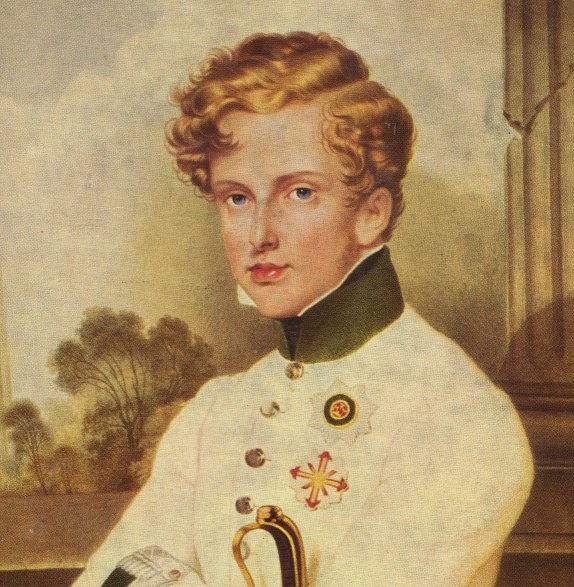
Napoleon II
overleden in 1832

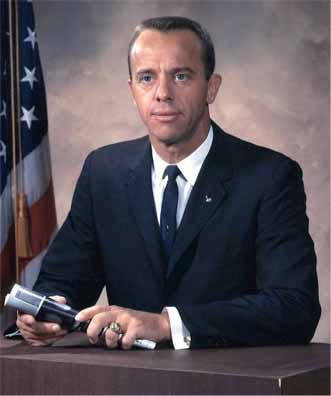
Alan Shepard
overleden in 1998

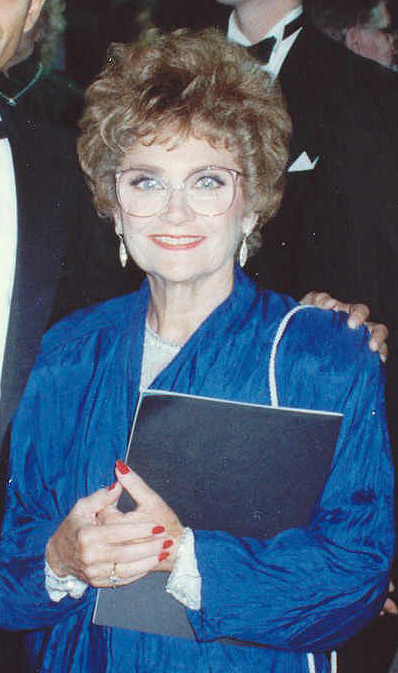
Estelle Getty
overleden in 2008

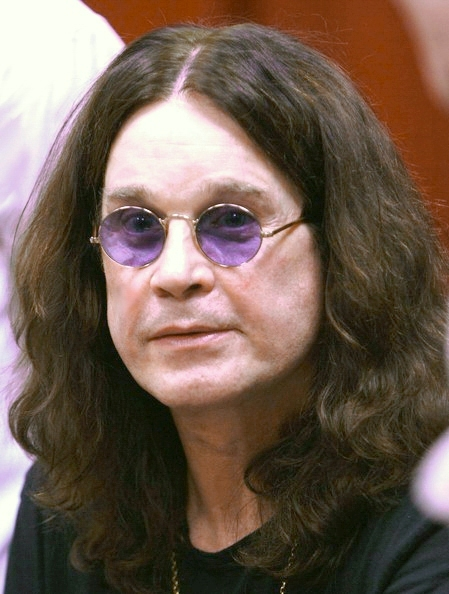
Ozzy Osbourne
overleden in 2025

- 1461 - Karel VII van Frankrijk (58)
- 1640 - Hendrik Casimir I van Nassau-Dietz (28), Nederlands stadhouder en militair
- 1676 - Paus Clemens X (86)
- 1813 - George Shaw (61), Brits botanicus en zoöloog
- 1819 - Sebald Justinus Brugmans (56), Nederlands arts, botanicus en hoogleraar
- 1826 - Giuseppe Piazzi (80), Italiaans astronoom
- 1832 - Napoleon II (21), zoon van Napoleon I, keizer der Fransen
- 1870 - Josef Strauss (42), Oostenrijks componist
- 1916 - James Whitcomb Riley (66), Amerikaans schrijver en dichter
- 1914 - Eli Heimans (53), Nederlands natuurbeschermer en onderwijzer
- 1932 - Reginald Fessenden (65), Canadees ingenieur, uitvinder en radiopionier
- 1934 - John Dillinger (31), Amerikaans gangster
- 1938 - Louis Heijermans (65), Nederlands sociaal geneeskundige
- 1950 - William Lyon Mackenzie King (75), Canadees staatsman
- 1960 - Guillaume Lemmens (75), Nederlands bisschop van Roermond
- 1963 - Valerio Valeri (79), Italiaans curiekardinaal
- 1966 - Bernard Carp (65), Nederlands zeiler
- 1966 - Edward Gourdin (68), Amerikaans atleet
- 1978 - Sándor Kocsis (48), Hongaars voetballer
- 1986 - Ede Staal (44), Nederlands streektaalzanger en -dichter
- 1990 - Manuel Puig (57), Argentijns schrijver
- 1996 - Kees Koning (65), Nederlands vredesactivist
- 1996 - Peter Ludwig (71), Duits industrieel en kunstverzamelaar
- 1998 - Hermann Prey (69), Duits operazanger
- 1998 - Jetske van Staa (34), Nederlands radiopresentator
- 2000 - Teleco (86), Braziliaans voetballer
- 2002 - Joyce Cooper (93), Brits zwemster
- 2004 - Serge Reggiani (82), Frans zanger
- 2004 - Sacha Distel (71), Frans zanger
- 2004 - Frans de Wit (62), Nederlands beeldhouwer
- 2006 - Ans Koning (83), Nederlands atlete
- 2007 - Freddy Haayen (66), Nederlands platenbaas
- 2007 - László Kovács (74), Hongaars cinematograaf
- 2007 - Jean Stablinski (75), Frans-Pools wielrenner
- 2008 - Estelle Getty (84), Amerikaans actrice
- 2009 - Mark Leduc (47), Canadees bokskampioen
- 2009 - Herbert Morris (93), Amerikaans roeikampioen
- 2010 - Hanny Alders (64), Nederlands schrijfster
- 2010 - Magnolia Antonino (94), Filipijns politicus
- 2010 - Harry Beckett (75), Brits jazzmuzikant
- 2010 - Herbert Giersch (89), Duits econoom
- 2010 - Carl Gordon (78), Amerikaans acteur
- 2010 - Karlijn van Overbeek (39), Nederlands journaliste
- 2010 - Rebel Randall (88), Amerikaans model en actrice
- 2010 - Werner Stötzer (79), Duits beeldhouwer
- 2010 - Florencio Vargas (79), Filipijns politicus
- 2010 - Phillip Walker (73), Amerikaans bluesmuzikant
- 2012 - Oswaldo Payá (60), Cubaans dissident
- 2013 - Dennis Farina (69), Amerikaans acteur
- 2013 - Lawrie Reilly (84), Schots voetballer
- 2015 - Denny Ebbers (41), Nederlands judoka
- 2015 - Natasha Parry (84), Brits actrice
- 2016 - Ursula Franklin (94), Canadees natuurkundige, metallurg, auteur
- 2017 - Piet Haan (86), Nederlands wielrenner
- 2017 - Fritz Hellwig (104), Duits econoom en politicus
- 2017 - Jan Stulen (75), Nederlands dirigent
- 2018 - Ferry de Goey (58), Nederlands bedrijfshistoricus
- 2019 - Daniel Rae Costello (58), Fijisch muzikant
- 2019 - Art Neville (81), Amerikaans singer-songwriter en muzikant
- 2019 - Li Peng (90), Chinees politicus
- 2020 - Charles Dewachtere (92), Belgisch atleet
- 2020 - Ralph Liguori (93), Amerikaans autocoureur
- 2021 - Walter Goverde (67), Nederlands auteur, regisseur en producent
- 2021 - Jean-Pierre Jaussaud (85), Frans autocoureur
- 2021 - Danny Riesterer (82), Belgisch acteur
- 2022 - Emilie Benes Brzezinski (90), Zwitsers-Amerikaans beeldhouwster
- 2022 - Peter Lübeke (69), Duits voetballer
- 2022 - André Truyman (89), Belgisch priester, journalist en programmamaker
- 2022 - Stuart Woods (84), Amerikaans schrijver
- 2023 - Marianne Werner (99), Duits atlete
- 2024 - Abdul "Duke" Fakir (88), Amerikaans (tenor)zanger
- 2024 - Germaine Hoffmann (94), Luxemburgs kunstschilderes en collagekunstenares
- 2024 - John Mayall (90), Brits gitarist, toetsenist en componist
- 2024 - Willem van der Poel (97), Nederlands computerpionier en hoogleraar
- 2025 - Michel Reijinga (57), Nederlands activist
- 2025 - Chuck Mangione (84), Amerikaans bugelspeler, dirigent en componist[82]
- 2025 - Ozzy Osbourne (76), Brits zanger en songwriter
- 2025 - Ton Rooms (69), Nederlands journalist en hoofdredacteur

## Vieringen

Maria Magdalena

- Sarawak - Hari Sarawak: Onafhankelijksdag
- Pi-benaderingsdag
- Rooms-katholieke kalender:
  - Heilige Maria Magdalena († 1e eeuw) - Feest
  - Heilige Wandrille († 668)
- Geboortedag Sobhuza II (in Swaziland)
- Dag van de president (in Botswana)

## Weerextremen

### Nederland
| | Officiële records | Officiële records | Officiële records |      | Landelijke records | Landelijke records | Landelijke records            |
| Gebeurtenis | Jaar              | Extreem           | Locatie           | Jaar | Extreem            | Locatie            |                               |
| --- | ----------------- | ----------------- | ----------------- | ---- | ------------------ | ------------------ | ----------------------------- |
| Laagste etmaalgemiddelde temperatuur (°C) | 1907              | 11,6              | De Bilt           |      | 1919               | 11,4               | Eelde                         |
| Hoogste etmaalgemiddelde temperatuur (°C) | 1925              | 26,0              | De Bilt           |      | 1925               | 26,9               | Maastricht                    |
| Laagste minimumtemperatuur (°C) | 1978              | 5,3               | De Bilt           |      | 2012               | 3,9                | Twenthe                       |
| Hoogste minimumtemperatuur (°C) | 1925              | 20,2              | De Bilt           |      | 1925               | 22,4               | De Kooy                       |
| Laagste maximumtemperatuur (°C) | 1907              | 13,9              | De Bilt           |      | 1930               | 13,4               | De Kooy                       |
| Hoogste maximumtemperatuur (°C) | 2013              | 32,6              | De Bilt           |      | 1925               | 34,7               | Maastricht                    |
| Hoogste uurgemiddelde windsnelheid (m/s) | 1945              | 9,8               | De Bilt           |      | 1930 1985          | 20,6 20,6          | De Kooy Oosterschelde, Schaar |
| Hoogste windstoot (m/s) | 1985              | 19,0              | De Bilt           |      | 1985               | 26,2               | Schaar                        |
| Langste zonneschijnduur (uur) | 1935              | 14,3              | De Bilt           |      | 2013               | 15,1               | Eelde                         |
| Langste neerslagduur (uur) | 1930              | 9,3               | De Bilt           |      | 2023               | 13,2               | Lauwersoog                    |
| Hoogste etmaalsom van de neerslag (mm) | 1912              | 20,5              | De Bilt           |      | 1997               | 55,0               | Nieuw Beerta                  |
| Laagste etmaalgemiddelde relatieve vochtigheid (%) | 1989              | 46                | De Bilt           |      | 1989               | 38                 | Maastricht                    |
| Laagste uurwaarde luchtdruk op zeeniveau (hPa) | 1958              | 996,1             | De Bilt           |      | 1958               | 995,0              | Leeuwarden                    |
| Hoogste uurwaarde luchtdruk op zeeniveau (hPa) | 2012              | 1028,8            | De Bilt           |      | 2012               | 1029,0             | Twenthe, Vlissingen           |
| Officiële records worden altijd gemeten op het KNMI-weerstation in De Bilt. Landelijke records kunnen worden gemeten op elk officieel KNMI-weerstation in Nederland. |                   |                   |                   |      |                    |                    |                               |

Uitzonderlijke gebeurtenissen
- 1911 - Eerste officiële tropische dag van het jaar (maximumtemperatuur ≥ 30 °C in De Bilt)
- 1925 - Officieel hoogste minimumtemperatuur in °C van het jaar gemeten in De Bilt: 20,2
- 1925 - Laatste officiële tropische dag van het jaar (maximumtemperatuur ≥ 30 °C in De Bilt)
- 2014 - Officieel hoogste minimumtemperatuur in °C van het jaar gemeten in De Bilt: 19,1. Samen met 23 juli

### België
Dagrecords
- 1907 - Laagste etmaalgemiddelde temperatuur 10,6 °C
- 1925 - Hoogste etmaalgemiddelde temperatuur 27 °C
- 1907 - Laagste minimumtemperatuur 7,6 °C
- 1989 - Hoogste maximumtemperatuur 34,1 °C
- 1913 - Hoogste etmaalsom van de neerslag 27,5 mm

Uitzonderlijke gebeurtenissen
- 1925 - Maximumtemperatuur tot 33,9 °C in Gembloers, 37,1 °C in Leopoldsburg en 38,8 °C in Rochefort
- 1960 - In de provincie Limburg ontstaat schade aan gewassen door onweersbuien die vergezeld gaan van hagel.
- 2001 - Onweersbuien veroorzaken schade door bliksem. Door hoge neerslagcijfers, tot 51,1 mm in 1 uur tijd in Semmerzake (Gavere) en tot 103 mm in 24 uur tijd te Brasschaat, ontstaan er op verschillende plaatsen overstromingen.

<< · 1 · 2 · 3 · 4 · 5 · 6 · 7 · 8 · 9 · 10 · 11 · 12 · 13 · 14 · 15 · 16 · 17 · 18 · 19 · 20 · 21 · 22 · 23 · 24 · 25 · 26 · 27 · 28 · 29 · 30 · 31 · >>